# The Divorcee
The Divorcee is een Amerikaanse muziekfilm uit 1930 onder regie van Robert Z. Leonard. Norma Shearer en Chester Morris spelen de hoofdrollen. De film is gebaseerd het boek Ex-Wife van Ursula Parrott en won één Oscar uit vier nominaties. Bij de première in Nederland in 1932, werd de film uitgebracht onder de titel De gescheiden vrouw.

## Verhaal
Jerry Bernard Martin is een sensuele jongedame in de jaren 20. Ze gelooft er nog altijd stug in dat mannen en vrouwen gelijke rechten hebben. Haar echtgenoot Ted denkt er echter heel anders over en houdt er een aantal affaires op na. Wanneer Jerry erachter komt, besluit ze wraak te nemen door zelf ook vreemd te gaan. Ted vindt dit, omdat ze een vrouw is, onacceptabel. Het ooit gelukkige huwelijk kent nu nog enkel gevoelens als wrok en haat.
Jerry verlaat haar man en geniet van het vrijgezelle leven en de aandacht van de mannen. Ze papt weer aan met ex-vriend Paul, die nooit over zijn breuk met Jerry heenkwam. Dat hij getrouwd is met een dame genaamd Helen, lijkt niet te hinderen. Paul trouwde ooit met Helen uit medelijden, nadat hij haar verlamde bij een auto-ongeluk. Jerry realiseert zich al snel dat haar geluk werkelijk bij Ted ligt. Ze beseft dat niet de affaires, maar hun onvolwassen gedrag het huwelijk kapot heeft gemaakt. Ze ontdekt dat Ted ook ernstig ongelukkig is sinds de breuk. Ze gebruikt haar uiterlijk om hem opnieuw te verleiden

## Rolverdeling
| Acteur            | Personage             |
| ----------------- | --------------------- |
| Norma Shearer     | Jerry Bernard Martin  |
| Chester Morris    | Theodore 'Ted' Martin |
| Conrad Nagel      | Paul                  |
| Robert Montgomery | Don                   |
| Florence Eldridge | Helen Baldwin         |
| Helene Millard    | Mary                  |

## Productie
Het scenario van de film is gebaseerd op het boek Ex-Wife, dat in 1929 uitgebracht werd. Het boek werd destijds opgevat als zeer sensueel. MGM vreesde dat het noteren van het boek in het bronmateriaal negatief zou kunnen uitpakken, en noemde enkel de schrijver van het boek.
Norma Shearer speelde in haar carrière voor The Divorcee voornamelijk rollen van onschuldige jongedames. Ze zocht nu naar meer sensuele rollen en begon een campagne om in deze film gekozen te worden als Jerry. De studio Metro-Goldwyn-Mayer was er niet van overtuigd dat Shearer dit aankon. Om ze te tonen dat ze dit wel degelijk kon, maakte ze een fotosessie waarin ze te zien was in lingerie. Deze toonde ze aan producent en echtgenoot Irving Thalberg, die besloot om haar in de film in te zetten.

## Ontvangst
Bij de uitgave van de film in 1930, gaf het tijdschrift Variety lof aan Shearer, Morris en Nagel, maar noemde Robert Montgomery in het bijzonder.
De webpagina Crazy for Cinema noemde de film ouderwets, maar vond het een geschikte voorbeeld voor de vroege Amerikaanse cinema. Wel gaf het alle lof aan Shearer, die volgens de webpagina alle kanten van de vrouwelijke seksualiteit kon weergeven. Een andere filmwebsite, DVD Talk beschreef de film als feministisch en kon ook enkel de acteerprestaties van Shearer waarderen.

## Oscars
De film werd genomineerd voor vier Oscars en won er één:
- Academy Award voor Beste Actrice (Norma Shearer) - Gewonnen
- Academy Award voor Beste Film - Genomineerd
- Academy Award voor Beste Regisseur (Robert Z. Leonard) - Genomineerd
- Academy Award voor Best Geschreven Scenario (John Meehan) - Genomineerd